# 康斯坦丁·鲁萨科夫
康斯坦丁·维克托罗维奇·鲁萨科夫,（俄语：Константи́н Ви́кторович Русако́в，1909年12月31日—1993年12月29日）苏联政治人物。曾任苏联渔业部部长；驻波兰大使馆参赞；驻蒙古特命全权大使；苏共中央社会主义国家共产党工人党联络部副部长、第一副部长、部长；苏联共产党中央委员会书记处书记等职务。苏共中央社会主义国家共产党工人党联络部部长。

## 生平
- 1909年12月31日出生于普斯科夫省托罗佩茨的一个农民家庭。1930年毕业于列宁格勒加里宁理工学院。
- 1930年-1931年10月，苏联重工业人民委员会国家项目建设委员会列宁格勒分会设计工程师。
- 1931年10月-1933年2月，苏联食品工业人民委员会列宁格勒肉类冷藏厂建设部工程师、部长。
- 1933年2月-1934年4月，亚美尼亚苏维埃社会主义共和国列宁纳坎肉联厂建设项目部总工程师。
- 1934年4月-1935年2月，列宁格勒肉类冷藏厂副总工程师。
- 1935年2月-1939年5月，伊尔库茨克肉类加工厂和饲料厂建设项目部负责人、总工程师。
- 1939年5月-1941年5月，苏联渔业人民委员会技术部门负责人。
- 1941年5月-9月，苏联渔业人民委员部Glavrybbud工厂总工程师。
- 1941年9月-1944年5月，苏联渔业人民委员会基本建设部总工程师。1943年加入联共（布）。
- 1944年5月-1946年，苏联渔业人民委员会建设部总工程师。
- 1946年-1948年，苏联苏联西部地区渔业部副部长。
- 1948年12月-1950年2月，苏联渔业部副部长。
- 1950年2月-1952年5月，苏联渔业部长。
- 1952年5月-1953年，苏联渔业部副部长。
- 1953年，苏联轻工业和食品工业部技术委员会第一副主席。
- 1953年-1955年4月，苏联部长会议渔业部门负责人。
- 1955年4月-6月，苏联部长会议副主席助理。
- 1955年6月-1956年7月，联渔业部副部长。
- 1956年7月-1957年，苏联渔业部第一副部长。
- 1958年-1960年，驻波兰大使馆参赞。
- 1960年-1962年，苏共中央机关工作。
- 1962年2月-1963年11月，驻蒙古人民共和国特命全权大使。1962年3月递交国书。
- 1964年-1965年10月，苏共中央社会主义国家共产党工人党联络部副部长。
- 1965年10月-1968年3月，苏共中央社会主义国家共产党工人党联络部第一副部长。
- 1968年3月-1972年，苏共中央社会主义国家共产党工人党联络部长。
- 1972年-1977年5月，苏共中央总书记助理。
- 1977年5月-1986年2月，苏共中央书记处书记兼苏共中央社会主义国家共产党工人党联络部长。
- 1986年2月起退休，享受莫斯科市个人养老金待遇。
- 1993年12月29日于莫斯科逝世，享年83岁。葬于顿河修道院公墓。

鲁萨科夫是苏共23-27大代表；第24-26届中央委员，第23届中央审计委员；第7届苏联最高苏维埃联盟院代表，第8-11届苏联最高苏维埃民族院代表，第10-11届俄罗斯苏维埃联邦社会主义共和国最高苏维埃代表。

## 荣誉
- 社会主义劳动英雄称号（1979）
- 四次列宁勋章（1966,1969,1979,1984）
- 一级卫国战争勋章（1985）
- 两次荣誉勋章（1943,1960）